# Alberto P. Vago
Alberto Pablo Vago (n. Argentina, 11 de noviembre de 1910) fue un militar perteneciente a la Armada Argentina que alcanzó la jerarquía de almirante. Ejerció el cargo de comandante de Operaciones Navales —el máximo cargo de la Armada Argentina— entre los años 1959 y 1961, durante la presidencia de Arturo Frondizi.

## Carrera
Vago ingresó a la Escuela Naval Militar en 1927, tras haber terminado de cursar sus estudios secundarios un año antes. Egresó de dicha institución con el quinto mejor promedio de la promoción 57. Entre sus compañeros se destacan Arturo Rial y Agustín R. Penas y junto a ellos compartió el viaje de instrucción número 29 de la Fragata Sarmiento, que se extendió del 21 de febrero al 24 de noviembre de 1931. El itinerario fue el siguiente:
1. Buenos Aires
2. Mar del Plata
3. Miramar
4. Bahía de San Sebastián
5. Archipiélago de Año Nuevo
6. Bahía de Crossley
7. Bahía Aguirre
8. Ushuaia
9. Punta Loyola
10. Puerto Santa Cruz
11. Bahía del Oso Marino
12. Comodoro Rivadavia
13. Bahía Bustamante
14. Camarones
15. Puerto Madryn
16. Golfo de San José
17. Bahía San Antonio
18. Puerto Belgrano
19. Pernambuco
20. Barbados
21. Nueva York
22. Boulogne sur Mer
23. Southampton
24. Bremen
25. Brest
26. Casablanca
27. Sao Vicente
28. Río de Janeiro
29. Buenos Aires

Siendo teniente de fragata entre 1939 y 1940, Alberto Vago fue comandante del buque rastreador ARA Segui.
Vago fue puesto al comando del buque hidrógrafo ARA Bahía Blanca en mayo de 1945, ostentando el grado de Capitán de Corbeta. En dicho destino, encabezó la construcción y habilitación los faros de la Isla Tova, del Cabo San Pablo, de Caleta Olivia y de la Bahía Mazaredo.También se hizo un relevamiento submarino de Bahía Blanca y contabilizó un estimado de 20.000 sondajes.
Hacia 1951, con la jerarquía de capitán de fragata, Alberto Pablo Vago fue comandante del buque ARA Murature así como también de la Fuerza Naval del Plata. El Murature sirvió de escolta a los yates de la regata Mar del Plata-Punta del Este.

### Participación de las rebeliones en 1955
Siendo capitán de navío, Vago se desempeñó como director del Arsenal Naval de Buenos Aires hasta septiembre de 1955. En ese destino, participó en la conspiración que derivó en el fallido intento de golpe de Estado y posterior bombardeo sobre Plaza de Mayo El 18 de septiembre de ese mismo año, Alberto Vago fue relevado de su puesto por parte de las autoridades de la Armada que aun respondían al peronismo, tras la rebelión militar iniciada dos días antes. Sin embargo, la plana mayor del arsenal siguió respondiendo a Vago y no a su nuevo jefe, Dionisio Fernández. Vagó continuó formando parte de la rebelión y manteniendo contacto con sus antiguos subordinados plegados a la misma. El capitán de navío Fernández fue desplazado por la mañana del día 20 de septiembre y Vago volvió a su antiguo puesto.
El 20 de septiembre por la noche, el saliente titular del Comandando de Operaciones Navales, almirante Carlos Rivero de Olazábal, recomendó la designación de Alberto Vago como titular de la Prefectura Naval Argentina. Dicha designación se hizo efectiva con fecha retroactiva al 23 de septiembre por medio del decreto 6570/1955, publicado el día 29.
El 21 de septiembre por la tarde, el capitán de navío Alberto P. Vago estuvo a cargo de la seguridad y el traslado de los jefes rebeldes embarcados en el ARA Murature, que estacionó en la localidad de Puerto Nuevo. Dispuso de un automóvil y un colectivo con una sección de infantes de marina para el traslado de los capitanes de fragata Raúl González Vergara y Jorge J. Palma al Ministerio de Guerra. Desde allí se trasladaron a Palermo, sede la I División de Ejército donde arrestaron a su comandante -el general de brigada Ernesto Genaro Fatigati - y al resto de la plana mayor. Luego, se hizo lo propio con el Jefe de la Policía Federal designado recientemente por la Junta Militar presidida por José Domingo Molina Gómez, el nuevo titular sería Justo León Bengoa.
Vago fue promovido a contralmirante el 31 de diciembre de 1955 y continuó como titular de la Prefectura Naval hasta el 28 de mayo de 1956.

### Rebelión de 1959 y designación como titular de la Armada Argentina
A principios de 1959 Alberto P. Vago, recientemente nombrado vicealmirante, fue designado como titular de la Flota de Mar. La relación de los altos mandos de la Armada con el vicealmirante Adolfo B. Estévez - Secretario de Marina y Comandante de Operaciones Navales - distaban mucho de ser las ideales. Se le endilgaba a Estévez tener una conducta petulante y carente de tacto a la hora de dirigirse a sus subordinados inmediatos y con oficiales retirados. Se le adjudicaba también además de su indiferencia por mantener buenas relaciones públicas. De hecho, en junio de 1959, Estévez ordenó arrestar a los contralmirantes Samuel Toranzo Calderón y Arturo Rial tras haber descubierto que complotaron contra el gobierno de Frondizi. Rial, que gozaba de mucho prestigio en la Armada, había sido pasado a retiro por Estévez un año antes y tenía enormes diferencias personales y políticas con la conducción del entonces ministro y comandante de Operaciones Navales.
En estas circunstancias, se decide que el 1 de julio de 1959 cesantear a Adolfo Estévez del cargo Comandannte de Operaciones Navales - máximo cargo de índole militar, encargado de la conducción militar de la fuerza - para que se limitara a retener su puesto en la Secretario de Marina, un cargo netamente político. Tras esta decisión, se designó ese mismo día al vicealmirante Alberto Pablo Vago para ocupar cargo de Comandante de Operaciones Navales. Juraría como nuevo titular el 14 de julio, reteniendo también su cargo de Comandante de la Flota de Mar.
Pero estas decisiones de poco sirvieron para apaciguar elenorme descontento de los oficiales superiores. De hecho, se le planteó directamente al presidente Frondizi que la única salida era echar a Estévez de todo cargo. Pero el jefe de Estado se negó a expulsar al secretario naval y ello trajo como consecuencia una crisis interna en la Armada en la cual el Comandante de Operaciones Navales recientemente asumido -Alberto Vago- era el principal cabecilla de los almirantes rebeldes. Oficiales que eran leales a Estévez, y que nunca apoyarían una ruptura de la disciplina, como los contralmirantes Jorge Perren, por entonces Jefe de Estado Mayor de la Armada y Mario Robbio, surgierieron al presidente que apartara al secretario de Marina de su cargo para evitar un agravamiento del conflicto que pudiese hacer peligrar la continuidad de Frondizi en la Presidencia.
A solo dos días de haber asumido, Alberto Vago y once contralmirantes que lo secundaban pidieron su pase a retiro, tras haber participado en una reunión con el presidente en la cual se le exigió -sin éxito- el desplazamiento de Estévez. Ello significó un aumento en la tensión ya existente, puesto que todos esos contralimrantes que pidieron el retiro poseían cargos clave en la conducción de la marina y, de efectivizarse, dejaría a la fuerza naval sin almirantes y en una profunda crisis. Sin embargo, las solicitudes de retiro no fueron aceptadas por estar vigente el estado de sitio en todo el territorio argentino.

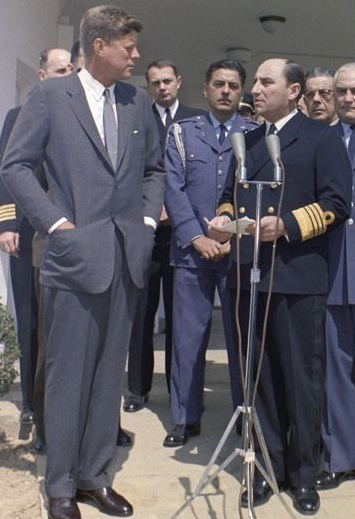
Vago pronuncia un discurso en el jardín de rosas de la Casa Blanca, frente a John F. Kennedy.

La situación fue escalando hasta que el día 24 de julio el Comandante de Operaciones Navales Alberto Vago, y el subsecretario de Marina Eladio Vázquez actuaron en franca rebeldía al no aceptar las designaciones de Perrén como nuevo titular del Comando de Operaciones Navales y de Robbio como nuevo comandante de la Flota de Mar por parte del secretario Adolfo B. Estévez. La mayoría de las unidades navales e incluso facciones del Ejército apoyaron este acto de insurrección. El presidente Frondizi concurrió al Ministerio de Marina donde se encontraba el vicealmirante Vago y el contralmirante Eladio Vázquez, rodeados de casi todos los altos oficiales de la marina y algunos del Ejército. Arturo Frondizi ordenó a Alberto Pablo Vago que pasara a retiro y obedeciera las decisiones del secretario Estévez.  "Me niego" fue la respuesta de Vago. Ante tal situación, Frondizi se reunió en una oficina con Estévez, Perrén y Robbio, quienes le recomendaron al presidente que fuera urgente a comunicar que Estévez iba a ser reemplazado, porque en caso contrario la armada lo iba a detener y destituir de su cargo de presidente. El Jefe de Estado optó por ceder en todo lo que se le reclamaba y Adolfo Baltasar Estévez presentó de inmediato su renuncia, que le fue aceptada. Vago fue restituido por decreto en el Comando de Operaciones Navales y Frondizi designó como nuevo Secretario de Marina al retirado Contralmirante Gastón Clément. Con la salida del Vicealmirante Adolfo Estévez, pidieron su pase a retiro los contralmirantes Alberto Patrón Laplacette, Elbio Guozden, Renato Ares, Mario Robbio y Jorge Perrén. Los oficiales que fueron desplazados constituían el único reducto de marinos leales al presidente Frondizi. Vago accedió al grado de almirante en 1960.

### Retiro
El 29 de diciembre de ese mismo año, el vicealmirante Agustín Penas asumió el cargo de comandante de Operaciones Navales en sustitución del almirante Alberto Pablo Vago, quien se despidió emocionado tras pronunciar su último discurso.

## Actividad posterior al retiro
En 1962 representó a la Argentina ante la Junta Interamericana de Defensa. Posteriormente sirvió entre 1971 y 1976 como presidente de la Federación Argentina de Yachting.

## Informe Rattenbach
Tras la finalización de Guerra de Malvinas en junio de 1982, la última Junta Militar integrada por el teniente general Cristino Nicolaides, el almirante Rubén Oscar Franco y el brigadier general Augusto Jorge Hughes, ordenó -en un intento por tomar otra vez la iniciativa política perdida por el descontento popular y el descrédito de las Fuerzas Armadas- que una comisión analizara y evaluara el desempeño de dichas fuerzas en el conflicto bélico del Atlántico sur. El informe de emitido por la "Comisión de análisis y evaluación de las responsabilidades políticas y estratégico militares en el conflicto del Atlántico Sur" ha sido catalogado como "el documento más objetivo y fidedigno sobre la responsabilidad de los jefes militares y subalternos, que podría ser la base para un futuro juicio por la verdad sobre este conflicto bélico". El almirante Rubén Oscar Franco desingó al almirante (R) Alberto Pablo Vago para que forme parte de Comisión de análisis y evaluación de las responsabilidades políticas y estratégico militares en el conflicto del Atlántico Sur, como representante de la Armada Argentina junto al vicealmirante (R) Jorge Alberto Boffi.